# Открытый чемпионат Махараштры по теннису
Открытый чемпионат Махараштры — мужской профессиональный теннисный турнир, проводимый на рубеже декабря и января в Пуне (Индия) на хардовых кортах местного Mhalunge Balewadi Tennis Complex. С 2009 года турнир относится к серии ATP 250 с призовым фондом около 714 тысяч долларов и турнирной сеткой, рассчитанной на 28 участников в одиночном разряде и 16 пар.

## Общая информация
Соревнование было создано накануне сезона-1996 в Нью-Дели, когда местным инвесторам удалось выкупить лицензию у испытывавшего финансовые проблемы соревнования в Йоханнесбурге. Новый приз вошёл в весеннюю азиатскую хардовую серию, расположенную в тогдашнем календаре между крупным турниром в Майами и Открытым чемпионатом Франции. Впрочем уже через год соревнование вновь переехало — в Ченнаи, где закрепилось до 2017 года. Накануне сезона 2001 года турнир изменил свой сроки проведения, переехав на самое начало года, став частью январской серии турниров в восточном полушарии, подготовительных к Открытому чемпионату Австралии, а с 2020 года после него. С 2018 года турнир вновь сменил прописку и переехал в Пуну.
Победители и финалисты
Самыми результативными участниками одиночных соревнований в рамках чемпионата являются швейцарец Станислас Вавринка и таиландец Парадорн Шричапан, которые четырежды играли в его финалах, однако европеец одержал в них три победы, а азиат — лишь одну. Три финала (и два титула) на счету испанца Карлоса Мойи.
Финал с наименьшей борьбой прошёл здесь в 2008 году: тогда россиянин Михаил Южный отдал в решающем матче испанцу Рафаэлю Надалю лишь гейм. Единственный раз представитель Индии играл в финале одиночных соревнований в 2009 году: Сомдев Девварман уступил этот матч Марину Чиличу в двух сетах.
Проведение парного турнира пришлось на период расцвета карьеры двух представителей Индии: Леандра Паеса и Махеша Бхупати. Пять раз в составе одного дуэта они доходили в Ченнаи до финала и пять раз побеждали. У каждого из них также есть финалы с другими партнёрам: Махеш (в паре с Йонасом Бьоркманом) уступил финал 2005 года, а Леандер (в паре с Янко Типсаревичем) выиграл финал 2012 года, но уступил титул 2015 года (играя вместе с Равеном Класеном).
Двум теннисистам удавалось выигрывать турнир и в одиночном и в парном разряде: зимбабвиец Байрон Блэк в 1999 году взял одиночный титул, а два года спустя — парный; шесть лет спустя его достижения повторил бельгиец Ксавье Малисс, попутно став первым спортсменом, выигравшим турнир в обоих разрядах в один год.

## Финалы турнира
| Год             | Чемпион                                        | Финалист                                       | Счёт                                           |
| --------------- | ---------------------------------------------- | ---------------------------------------------- | ---------------------------------------------- |
| Пуна, Индия     |                                                |                                                |                                                |
| 2023            | Таллон Грикспор                                | Бенжамен Бонзи                                 | 4-6 7-5 6-3                                    |
| 2022            | Жоао Соуза                                     | Эмиль Руусувуори                               | 7-6(9) 4-6 6-1                                 |
| 2021            | Отменён из-за пандемии коронавирусной инфекции | Отменён из-за пандемии коронавирусной инфекции | Отменён из-за пандемии коронавирусной инфекции |
| 2020            | Иржи Веселый                                   | Егор Герасимов                                 | 7-6(2) 5-7 6-3                                 |
| 2019            | Кевин Андерсон                                 | Иво Карлович                                   | 7-6(4) 6-7(2) 7-6(5)                           |
| 2018            | Жиль Симон                                     | Кевин Андерсон                                 | 7-6(4) 6-2                                     |
| Ченнаи, Индия   |                                                |                                                |                                                |
| 2017            | Роберто Баутиста Агут                          | Даниил Медведев                                | 6-3 6-4                                        |
| 2016            | Станислас Вавринка (4)                         | Борна Чорич                                    | 6-3 7-5                                        |
| 2015            | Станислас Вавринка (3)                         | Аляж Бедене                                    | 6-3 6-4                                        |
| 2014            | Станислас Вавринка (2)                         | Эдуар Роже-Васслен                             | 7-5 6-2                                        |
| 2013            | Янко Типсаревич                                | Роберто Баутиста Агут                          | 3-6 6-1 6-3                                    |
| 2012            | Милош Раонич                                   | Янко Типсаревич                                | 6-7(4) 7-6(4) 7-6(4)                           |
| 2011            | Станислас Вавринка                             | Ксавье Малисс                                  | 7-5 4-6 6-1                                    |
| 2010            | Марин Чилич (2)                                | Станислас Вавринка                             | 7-6(2) 7-6(3)                                  |
| 2009            | Марин Чилич                                    | Сомдев Девварман                               | 6-4 7-6(3)                                     |
| 2008            | Михаил Южный                                   | Рафаэль Надаль                                 | 6-0 6-1                                        |
| 2007            | Ксавье Малисс                                  | Штефан Коубек                                  | 6-1 6-3                                        |
| 2006            | Иван Любичич                                   | Карлос Мойя                                    | 7-6(6) 6-2                                     |
| 2005            | Карлос Мойя (2)                                | Парадорн Шричапан                              | 3-6 6-4 7-6(5)                                 |
| 2004            | Карлос Мойя                                    | Парадорн Шричапан                              | 6-4 3-6 7-6(5)                                 |
| 2003            | Парадорн Шричапан                              | Кароль Кучера                                  | 6-3 6-1                                        |
| 2002            | Гильермо Каньяс                                | Парадорн Шричапан                              | 6-4 7-6(2)                                     |
| 2001            | Михал Табара                                   | Андрей Столяров                                | 6-2 7-6(4)                                     |
| 2000            | Жером Гольмар                                  | Маркус Ханчк                                   | 6-3 6-7(6) 6-3                                 |
| 1999            | Байрон Блэк                                    | Райнер Шуттлер                                 | 6-4 1-6 6-3                                    |
| 1998            | Патрик Рафтер                                  | Микаэль Тилльстрём                             | 6-3 6-4                                        |
| 1997            | Микаэль Тилльстрём                             | Алекс Рэдулеску                                | 6-4 4-6 7-5                                    |
| Нью-Дели, Индия |                                                |                                                |                                                |
| 1996            | Томас Энквист                                  | Байрон Блэк                                    | 6-2 7-6(3)                                     |

| Год  | Чемпионы                                       | Финалисты                                      | Счёт                                           |
| ---- | ---------------------------------------------- | ---------------------------------------------- | ---------------------------------------------- |
| 2023 | Йоран Влиген Сандер Жийе                       | Срирам Баладжи Дживан Недунчежиян              | 6-4 6-4                                        |
| 2022 | Рохан Бопанна (3) Рамкумар Раманатхан          | Джон-Патрик Смит Люк Сэвилл                    | 6-7(10) 6-3 [10-6]                             |
| 2021 | Отменён из-за пандемии коронавирусной инфекции | Отменён из-за пандемии коронавирусной инфекции | Отменён из-за пандемии коронавирусной инфекции |
| 2020 | Андре Йёранссон Кристофер Рунгкат              | Йонатан Эрлих Андрей Василевский               | 6-2 3-6 [10-8]                                 |
| 2019 | Рохан Бопанна (2) Дивидж Шаран                 | Люк Бэмбридж Джонни О'Мара                     | 6-3 6-4                                        |
| 2018 | Матве Мидделкоп Робин Хасе                     | Жиль Симон Пьер-Юг Эрбер                       | 7-6(5) 7-6(5)                                  |
| 2017 | Рохан Бопанна Дживан Недунчежиян               | Пурав Раджа Дивидж Шаран                       | 6-3 6-4                                        |
| 2016 | Оливер Марах Фабрис Мартен                     | Остин Крайчек Бенуа Пер                        | 6-3 7-5                                        |
| 2015 | Лу Яньсюнь (2) Джонатан Маррей                 | Равен Класен Леандер Паес                      | 6-3 7-6(4)                                     |
| 2014 | Юхан Брунстрём Фредерик Нильсен                | Марин Драганя Мате Павич                       | 6-2 4-6 [10-7]                                 |
| 2013 | Бенуа Пер Станислас Вавринка                   | Андре Бегеман Мартин Эммрих                    | 6-2 6-1                                        |
| 2012 | Янко Типсаревич Леандер Паес (6)               | Йонатан Эрлих Энди Рам                         | 6-4 6-4                                        |
| 2011 | Махеш Бхупати (5) Леандер Паес (5)             | Дэвид Мартин Робин Хасе                        | 6-2 6-7(3) [10-7]                              |
| 2010 | Марсель Гранольерс Сантьяго Вентура            | Лу Яньсюнь Янко Типсаревич                     | 7-5 6-2                                        |
| 2009 | Эрик Буторак Раджив Рам                        | Жан-Клод Шеррер Станислас Вавринка             | 6-3 6-4                                        |
| 2008 | Санчай Ративатана Сончат Ративатана            | Маркос Багдатис Марк Жикель                    | 6-4 7-5                                        |
| 2007 | Ксавье Малисс Дик Норман                       | Рафаэль Надаль Бартоломе Сальва Видаль         | 7-6(4) 7-6(4)                                  |
| 2006 | Михал Мертиняк Петр Пала                       | Пракаш Амритрадж Рохан Бопанна                 | 6-2 7-5                                        |
| 2005 | Лу Яньсюнь Райнер Шуттлер                      | Махеш Бхупати Йонас Бьоркман                   | 7-5 4-6 7-6(4)                                 |
| 2004 | Рафаэль Надаль Томми Робредо                   | Йонатан Эрлих Энди Рам                         | 7-6(3) 4-6 6-3                                 |
| 2003 | Юлиан Ноул Михаэль Кольман                     | Франтишек Чермак Леош Фридль                   | 7-6(1) 7-6(3)                                  |
| 2002 | Махеш Бхупати (4) Леандер Паес (4)             | Томаш Цибулец Ота Фукарек                      | 5-7 6-2 7-5                                    |
| 2001 | Байрон Блэк Уэйн Блэк                          | Барри Коэн Мос Наварра                         | 6-4 6-3                                        |
| 2000 | Жюльен Бутте Кристоф Рохус                     | Саурав Панжа Прахлад Сринат                    | 7-5 6-1                                        |
| 1999 | Махеш Бхупати (3) Леандер Паес (3)             | Уэйн Блэк Невилл Годвин                        | 4-6 7-5 6-4                                    |
| 1998 | Махеш Бхупати (2) Леандер Паес (2)             | Оливье Делетр Максим Мирный                    | 6-7 6-3 6-2                                    |
| 1997 | Махеш Бхупати Леандер Паес                     | Олег Огородов Эяль Ран                         | 7-6 7-5                                        |
| 1996 | Йонас Бьоркман Никлас Культи                   | Байрон Блэк Сэндон Столл                       | 4-6 6-4 6-4                                    |